# Psychotria ekmanii
Psychotria ekmanii är en måreväxtart som beskrevs av Ignatz Urban. Psychotria ekmanii ingår i släktet Psychotria och familjen måreväxter. Inga underarter finns listade i Catalogue of Life.